# Tartano
Tartano (lombardul: Tàrten) település Olaszországban, Sondrio megyében. Lakosainak száma 194 fő (2023. január 1.). Tartano Albaredo per San Marco, Foppolo, Forcola, Fusine, Mezzoldo, Talamona és Valleve községekkel határos.

## Népesség
A település népességének változása:
| Lakosok száma | 192  | 205  | 194  |
|               | 2017 | 2018 | 2023 |